# Strobilanthes serrata
Strobilanthes serrata là một loài thực vật có hoa trong họ Ô rô. Loài này được J.B. Imlay miêu tả khoa học đầu tiên năm 1939.